# USS Bream (SS-243)
USS Bream (SS/SSK/AGSS-243) là một tàu ngầm lớp Gato từng phục vụ cùng Hải quân Hoa Kỳ trong Chiến tranh Thế giới thứ hai. Nó là chiếc tàu chiến duy nhất của Hải quân Hoa Kỳ được đặt cái tên này, theo tên loài cá vền. Nó đã phục vụ trong suốt Thế chiến II, thực hiện tổng cộng sáu chuyến tuần tra, đánh chìm hai tàu Nhật Bản với tổng tải trọng 6.934 tấn. Được cho ngừng hoạt động sau khi xung đột chấm dứt vào năm 1946, nó được huy động trở lại để tiếp tục phục vụ trong giai đoạn Chiến tranh Lạnh từ năm 1951 đến năm 1969, được xếp lại lớp thành một tàu săn tàu ngầm SSK-243 vào năm 1953, rồi như một tàu ngầm phụ trợ AGSS-243 vào năm 1964. Con tàu cuối cùng bị đánh chìm như một mục tiêu ngoài khơi California vào năm 1969. Bream được tặng thưởng bốn Ngôi sao Chiến trận do thành tích phục vụ trong Thế Chiến II.

## Thiết kế và chế tạo
Lớp tàu ngầm Gato được thiết kế cho mục đích một tàu ngầm hạm đội nhằm có tốc độ trên mặt nước cao, tầm hoạt động xa và vũ khí mạnh để tháp tùng hạm đội chiến trận. Con tàu dài 311 ft 9 in (95,02 m) và có trọng lượng choán nước 1.525 tấn Anh (1.549 t) khi nổi và 2.424 tấn Anh (2.463 t) khi lặn. Chúng trang bị động cơ diesel dẫn động máy phát điện để cung cấp điện năng cho bốn động cơ điện, đạt được công suất 5.400 shp (4.000 kW) khi nổi và 2.740 shp (2.040 kW) khi lặn, cho phép đạt tốc độ tối đa 21 hải lý trên giờ (39 km/h) và 9 hải lý trên giờ (17 km/h) tương ứng. Tầm xa hoạt động là 11.000 hải lý (20.000 km) khi đi trên mặt nước ở tốc độ 10 hải lý trên giờ (19 km/h) và có thể hoạt động kéo dài đến 75 ngày và lặn được sâu tối đa 300 ft (90 m).
Lớp tàu ngầm Gato được trang bị mười ống phóng ngư lôi 21 in (530 mm), gồm sáu ống trước mũi và bốn ống phía phía đuôi tàu, chúng mang theo tối đa 24 quả ngư lôi. Vũ khí trên boong tàu gồm một hải pháo 3 inch/50 caliber, và thường được tăng cường một khẩu pháo phòng không Bofors 40 mm nòng đơn và một khẩu đội Oerlikon 20 mm nòng đôi, kèm theo súng máy .50 caliber và .30 caliber. Tiện nghi cho thủy thủ đoàn bao gồm điều hòa không khí, thực phẩm trữ lạnh, máy lọc nước, máy giặt và giường ngủ cho hầu hết mọi người, giúp họ chịu đựng cái nóng nhiệt đới tại Thái Bình Dương cùng những chuyến tuần tra kéo dài đến hai tháng rưỡi.
Bream được đặt lườn tại xưởng tàu của hãng Electric Boat Company ở Groton, Connecticut vào ngày 5 tháng 2, 1943. Nó được hạ thủy vào ngày 17 tháng 10, 1943, được đỡ đầu bởi bà Wreford G. Chapple, phu nhân hạm trưởng, và được cho nhập biên chế cùng Hải quân Hoa Kỳ vào ngày 24 tháng 1,  1944 dưới quyền chỉ huy của Hạm trưởng, Trung tá Hải quân Wreford G. Chapple.

## Lịch sử hoạt động

### 1944 - 1945
Sau khi hoàn tất việc chạy thử máy huấn luyện tại các vùng biển ngoài khơi New London, Connecticut và Newport, Rhode Island, Bream chuẩn bị để được điều động sang khu vực Mặt trận Thái Bình Dương. Nó lên đường băng qua kênh đào Panama và đi đến Trân Châu Cảng. Trong giai đoạn từ ngày 1 tháng 6, 1944 đến ngày 15 tháng 6, 1945 nó đã thực hiện sáu chuyến tuần tra tại các vùng biển Java, Celebes, Sulu, biển Đông và vịnh Thái Lan, đánh chìm được hai tàu Nhật Bản với tổng tải trọng 6.934 tấn.
Ngoài ra Bream cùng với các tàu ngầm Ray và Guitarro được chia sẻ chiến công đánh chìm chiếc tàu chở hành khách Kagu Maru (6.806 tấn). Đang khi tuần tra tại phía Tây đảo Luzon vào ngày 23 tháng 10, 1944, nó đã phóng ngư lôi gây hư hại cho chiếc tàu tuần dương hạng nặng Aoba.
Sau chuyến tuần tra cuối cùng, Bream rời Saipan vào ngày 6 tháng 6, 1945 để hướng đến Trân Châu Cảng, chặng đầu của hành trình quay trở về vùng bờ Tây. Nó về đến San Francisco, California vào ngày 24 tháng 6, và đang được đại tu tại đây khi Nhật Bản chấp nhận đầu hàng vào ngày 15 tháng 8, giúp chấm dứt vĩnh viễn cuộc xung đột. Con tàu được cho xuất biên chế vào ngày 31 tháng 1, 1946, và được đưa về Hạm đội Dự bị Thái Bình Dương.

### 1951 - 1969
Sau khi cuộc Chiến tranh Triều Tiên bùng nổ vào tháng 6, 1950, Bream được cho tái biên chế trở lại vào ngày 5 tháng 6, 1951, và phục vụ cùng Hải đội Tàu ngầm 3 trực thuộc Hạm đội Thái Bình Dương. Trong giai đoạn từ tháng 6, 1951 đến tháng 8, 1952, nó phục vụ cho việc huấn luyện tại Trường Sonar Hạm đội tại San Diego, California. Con tàu tạm thời xuất biên chế trong giai đoạn từ ngày 10 tháng 9, 1952 đến ngày 20 tháng 6, 1953 để được cải biến tại Xưởng hải quân San Francisco thành một "tàu ngầm tìm-diệt tàu ngầm", và được xếp lại lớp với ký hiệu lườn mới SSK-243 vào ngày 18 tháng 2, 1953.
Bream tiếp tục tham gia các hoạt động thường lệ trong thời bình tại vùng biển Thái Bình Dương, thực hiện một chuyến đi huấn luyện đến vùng biển Alaska vào tháng 9, 1954, rồi đi ngang qua Trân Châu Cảng để quay về San Diego vào ngày 5 tháng 11. Chiếc tàu ngầm lại có một chuyến đi sang quần đảo Hawaii từ ngày 7 đến ngày 24 tháng 5, 1955, tiếp nối bằng một lượt hoạt động tại khu vực Tây Thái Bình Dương từ ngày 6 tháng 3, 1956 và kéo dài cho đến đầu năm 1957 khi nó quay trở về San Francisco. Nó được xếp lại lớp và quay trở lại ký hiêu lườn cũ SS-243 vào ngày 15 tháng 8, 1959, rồi trở thành một tàu ngầm phụ trợ AGSS-243 vào ngày 1 tháng 2, 1964.
Bream được cho xuất biên chế lần sau cùng đồng thời rút tên khỏi danh sách Đăng bạ Hải quân vào ngày 28 tháng 6, 1969.Con tàu bị đánh chìm như một mục tiêu bởi tàu ngầm Sculpin (SSN-590) vào ngày 7 tháng 11, 1969.

## Phần thưởng
Bream được tặng thưởng bốn Ngôi sao Chiến trận do thành tích phục vụ trong Thế Chiến II. Nó được ghi công đã đánh chìm hai tàu Nhật Bản với tổng tải trọng 6.934 tấn.
|  |                                                       |  |
|  | Bronze star · Bronze star · Bronze star · Bronze star |  |

| Dãi băng Hoạt động Tác chiến  |                                                                         |                                      |
| Huân chương Chiến dịch Hoa Kỳ | Huân chương Chiến dịch Châu Á-Thái Bình Dương với 4 Ngôi sao Chiến trận | Huân chương Chiến thắng Thế Chiến II |